# Aldo Donati (cantante)
Aldo Donati (Roma, 2 settembre 1947 – Roma, 24 agosto 2014) è stato un cantautore, attore e personaggio televisivo italiano.

## Biografia

### Carriera
Inizia la carriera artistica nel 1971, incidendo il primo 45 giri per la Roch Records; entra poi nel vivaio della casa discografica RCA Italiana, e nel 1974 è tra i fondatori del gruppo Schola Cantorum con il quale incide alcuni dischi e con cui partecipa a Senza rete, trasmissione di Giancarlo Nicotra condotta da Alberto Lupo insieme a Lino Banfi. Tra i successi più importanti: E lassame perde (colonna sonora del film Squadra antimafia), Le tre campane e Il mio amore, oltre a canzoni come Questa sporca vita e Mimì ma non ci sei solo tu che ha il testo di Giorgio Conte, oltre a cover di brani italiani e stranieri.
Ha anche interpretato come altri e con successo, Lella, scritta dal duo Edoardo & Stelio.
Numerose sono le partecipazioni a manifestazioni canore e trasmissioni televisive quali Festivalbar, Cantagiro, Un disco per l'estate, Girofestival, Domenica In, Buona Domenica, Maurizio Costanzo Show. Da solista si ricordano i brani: E ti amo, E mi metto a cantare, Canterò canterò canterò, Cantando, Le nuvole. Nel 1977 compone e canta l'inno per la Lazio (squadra di cui è tifoso e di cui condurrà alcuni programmi alla stessa dedicati sull'emittente televisiva Teleroma 56), Inno alla Lazio - Sò già du ore, di cui verrà realizzata anche una versione in lingua inglese.
Nel 1980 incide a Miami in collaborazione con Andrew Loog Oldham (produttore dei Rolling Stones) e Mitch Mitchell (batterista di Jimi Hendrix) Canterò canterò canterò, brano grazie al quale raggiunge da solista la finale del Festival di Sanremo, a cui partecipa anche nelle edizioni 1978, 1986 e 1993 come componente della Schola Cantorum. Nel 1978 Pietro Garinei ed Elvio Monti lo vogliono al teatro Sistina per partecipare alla commedia musicale Rugantino, con Enrico Montesano, Alida Chelli, Aldo Fabrizi e Bice Valori, dove recita e canta i brani Roma nun fa' la stupida stasera, Tirollallero e Ciumachella de Trastevere.
È autore per Sylvie Vartan, Jeanne Mas, Emmanuel. In Italia le sue canzoni sono cantate da Gianni Morandi, Mina, Il tenore Pietro Ballo, Gianni Nazzaro, Donatella Rettore ed altri. Al Festival di Sanremo 2003, Iva Zanicchi interpreta Fossi un tango, scritta da lui insieme a Loriana Lana. Con Mina ha una lunga collaborazione artistica: per lei compone Mio di chi (Donati-Panella-Fia), Così (Donati-De Angelis), Lo faresti (Donati-Limiti), Amornero (Donati-Panella-Fia). Mina interpreta anche (con arrangiamento di Massimiliano Pani) Canzoni stonate (testo di Mogol) canzone che ha il merito di rilanciare, nel 1981, Gianni Morandi dopo anni di assenza dalle scene. 25 anni dopo uscirà Amore, è titolo del CD di Andrea Bocelli uscito a gennaio 2006, nel quale il cantante toscano interpreta brani sentimentali tra cui la stessa Canzoni stonate, cantata in coppia con Stevie Wonder, anche in versione spagnola con il titolo di Canción desafinada.
Nella stagione teatrale 2005-2006 Maurizio Costanzo e Alex Britti lo scelgono come interprete, insieme ai ragazzi di Amici di Maria De Filippi, della commedia musicale Lungomare di Ostia. Dal 2006 partecipa spesso ai programmi di Teleroma 56 come Fütbol come opinionista sportivo. Con il giornalista Lamberto Giorgi, da settembre 2008, conduce la trasmissione FM Derby e successivamente è lui stesso conduttore del programma FM Lazio. Nel giugno 2009, vince il "Festival degli autori" di Sanremo con la canzone Diverso con il testo di Giorgio Faletti.
La stessa canzone diverrà "L'intesa perfetta", cantata da Renato Zero, in coppia col giovane Luca Giacomelli Ferrarini nel suo tour "ALT in tour" a cavallo tra il 2016 e il 2017.
Nello stesso periodo Mina eseguirà l'ultimo brano scritto da Aldo con il testo di Loriana Lana, "Quando la smetterò" come 10^ traccia dell'album "Le migliori" del 2016, realizzato con la collaborazione di Adriano Celentano. Quest'ultimo brano diverrà, così, la sesta canzone del cantautore eseguita da Mina, la prima post-mortem.

### La malattia e la morte
Il 4 novembre 2009 viene colto da un'emorragia cerebrale, a causa di un aneurisma, per il quale cade in coma. 
Muore a Roma presso il Policlinico Agostino Gemelli il 24 agosto 2014 all'età di 66 anni, dopo cinque anni dall'episodio emorragico. La sera stessa la Lazio gioca con il lutto al braccio nella gara del quarto turno di Coppa Italia giocata allo Stadio Olimpico contro il Bassano Virtus e vinta per 7-0. I funerali religiosi vennero celebrati il 27 agosto presso la Basilica di Santa Maria in Montesanto; in seguito il suo corpo è stato cremato.

## Vita privata
Dopo un'intera gioventù passata nella capitale, nel 1988 sposa la cantante Velia Abballe, dalla quale unione, nello stesso anno, nascerà il loro figlio Alan Donati, anch'egli musicista. Trascorrerà il resto della sua vita a Cerveteri, in provincia di Roma.

## Discografia

### Con la Schola Cantorum

#### Album
- 1975 – Coromagia - RCA Italiana TPL 1-1108
- 1975 – Le tre campane - RCA Italiana TPL 1-1182
- 1976 – Coromagia vol. 2 - RCA Italiana TPL 1-1217

#### Singoli
- 1975 – Le tre campane/Dormi - RCA Italiana TPBO 1166
- 1975 – Ballata di Carini/Tema d'amore - RCA Italiana (la Schola Cantorum canta solo il brano sul lato B; il lato A è interpretato da Luigi Proietti) TPBO 1184
- 1976 – La mia musica/Stelle - RCA Italiana
- 1977 – The lion sleeps tonight - RCA Italiana

### Da solista

#### Album
- 1980 – Aldo Donati - RCA Italiana PG 33405
- 1982 – Cantando - Durium ms AI 7742
- 1984 – Aldo Donati - Durium DQ.AI 100.001
- 1987 – ...E mi metto a cantare - Rossodisera Records ZL 71366
- 1992 – Fuori dalla tana! - Interbeat BCD 107

#### Singoli
- 1971 – Ti troverò lassù/Fiori blu - Roch Records FM 11000
- 1973 – Immenso/Si chiamava Elena - RCA Italiana
- 1977 – Tut tut tut/Mimì (ma non ci sei solo tu) - RCA Italiana PB 6058
- 1978 – Ciumachella de Trastevere/Roma nun fa' la stupida stasera/Tirollallero - RCA Italiana PB 6253
- 1978 – Inno alla Lazio - STEREO SC 1104
- 1980 – Canterò canterò canterò/E così - RCA Italiana PB 6380
- 1981 – Cantando/Io non cerco la luna - Durium
- 1982 – E ti amo/Le nuvole - Durium 101969
- 1984 – Oasi - Durium LdA 8153
- 1986 – ...E mi metto a cantare/Verso l'amore - Rossodisera Records ZB 40895